# Brookwood Cemetery
Brookwood Cemetery – cmentarz w południowej Anglii, w hrabstwie Surrey, w dystrykcie Woking, koło wsi Brookwood, największy na terenie Wielkiej Brytanii. Otwarty w 1854 roku, przez kilkadziesiąt lat stanowił jedno z głównych miejsc pochówku mieszkańców Londynu. Czynny do dziś, jest zabytkiem klasy I.

## Historia

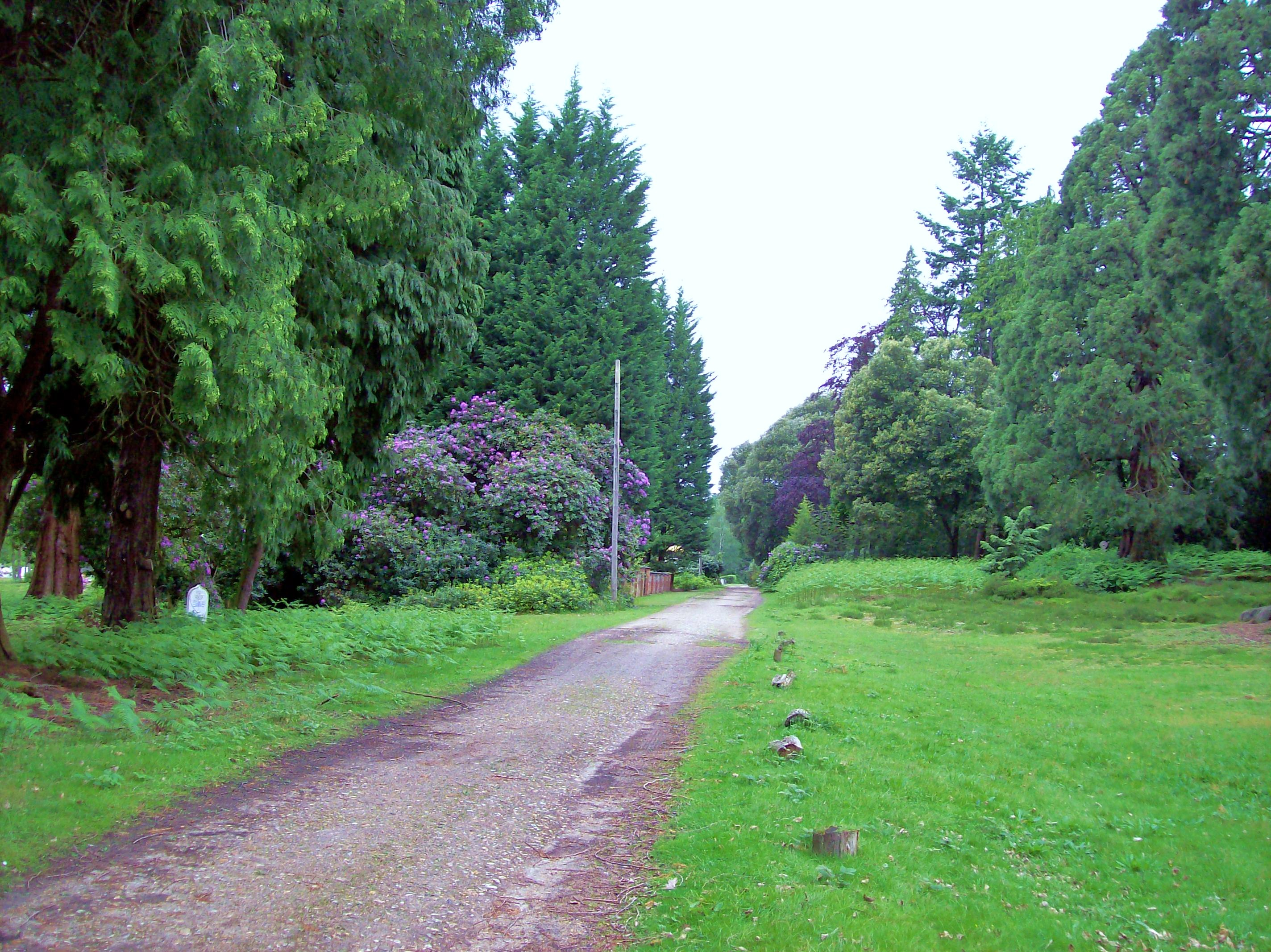
Aleja cmentarna biegnąca trasą dawnej linii kolejowej

W połowie XIX wieku Londyn przeżywał eksplozję demograficzną, w następstwie której miał miejsce także przyrost liczby zmarłych wymagających pochówku. Naglącym problemem był brak miejsca na cmentarzach brytyjskiej stolicy. Sytuację miała poprawić budowa nowego cmentarza o niespotykanych dotąd rozmiarach, daleko poza granicami miasta. Jako lokalizację wytypowano rozległe wrzosowiska, nienadające się pod uprawę roli, około 6 km na zachód od Woking, a 40 km na południowy zachód od centrum Londynu. Wśród postulujących utworzenie cmentarza w tym miejscu był szkocki projektant ogrodów i cmentarzy John Claudius Loudon. Cmentarz był przedsięwzięciem komercyjnym, za budowę i utrzymanie którego odpowiedzialna była spółka akcyjna London Necropolis and National Mausoleum Company. Jego budowę podjęto w 1852 roku, konsekracja odbyła się 7 listopada 1854 roku, a pierwszy pochówek – 13 listopada.
Dojazd na cmentarz umożliwiało specjalnie w tym celu uruchomione połączenie kolejowe – London Necropolis Railway. Prowadziło ono bezpośrednio na teren cmentarza, w obrębie którego wzniesiono dwie stacje, na odgałęzieniu linii kolejowej South Western Main Line. Pociągi, zabierające na pokład trumny ze zmarłymi oraz żałobników, wyruszały codziennie ze stacji London Necropolis, ulokowanej w centralnym Londynie, nieopodal dworca Waterloo.
Od początku istnienia cmentarz przeznaczony był do pochówku osób wszystkich wyznań i klas społecznych. W jego obrębie wydzielono osobne kwatery dla poszczególnych londyńskich parafii, różnych zrzeszeń zawodowych i stowarzyszeń. Cmentarz podzielony był na dwie sekcje – pierwsza dla anglikanów, druga dla tzw. nonkonformistów i osób innych wyznań. W 1859 roku konsekrowana została pierwsza z kilku kwater katolickich. W późniejszych latach na cmentarzu wyodrębniono pierwsze na terenie Wielkiej Brytanii kwatery: zaratusztriańską (1862) i muzułmańską (lata 90. XIX wieku).
W szczytowym 1866 roku na cmentarzu odbyły się 3842 pogrzeby. Liczba pochówków zaczęła stopniowo spadać po 1880 roku, wraz z otwarciem kolejnych cmentarzy położonych bliżej Londynu. Innym czynnikiem, który miał na to wpływ był wzrost popularności kremacji, zwłaszcza po 1914 roku. Połączenie kolejowe na cmentarz funkcjonowało do 1941 roku, kiedy to w wyniku niemieckiego nalotu bombowego na Londyn, stacja London Necropolis wraz ze znajdujący się na niej pociągiem zostały zniszczone. Po zakończeniu wojny tory wiodące na cmentarz poddano rozbiórce.
W 1917 roku z niezagospodarowanych terenów cmentarnych wyodrębniono osobny cmentarz wojskowy dla poległych w I wojnie światowej, a później także II wojnie światowej, właścicielem i zarządcą którego została Komisja Grobów Wojennych Imperium Brytyjskiego (późniejsza Komisja Grobów Wojennych Wspólnoty Narodów, Commonwealth War Graves Commission). W 1921 roku w jego sąsiedztwie utworzono kolejny, mniejszy cmentarz wojskowy dla żołnierzy amerykańskich, którym zarządza Amerykańska Komisja Pomników Bitewnych (American Battle Monuments Commission).
W XX wieku cmentarz stopniowo popadł w zaniedbanie. Przychody generowane przez cmentarz, który pozostawał w rękach prywatnych, nie pokrywały kosztów bieżącego utrzymania. W 1993 roku wpisany on został do rejestru zabytkowych parków i ogrodów jako zabytek klasy I. W 2014 roku rada dystryktu Woking nabyła obiekt z zamiarem jego konserwacji.
Do końca 1939 roku na cmentarzu łącznie odbyło się 201 883 pochówków. Do 2009 roku liczba ta wzrosła do około 233 300. Pochówki odbywają się do dziś. W 2020 roku postanowiono, że na cmentarz w Brookwood przeniesione zostaną szczątki ok. 50 tys. osób pochowanych w XVIII i XIX wieku na terenie dawnych londyńskich ogrodów St James′s Gardens, których ekshumacja konieczna była w związku z przeprowadzaną rozbudową dworca kolejowego Euston.

## Opis

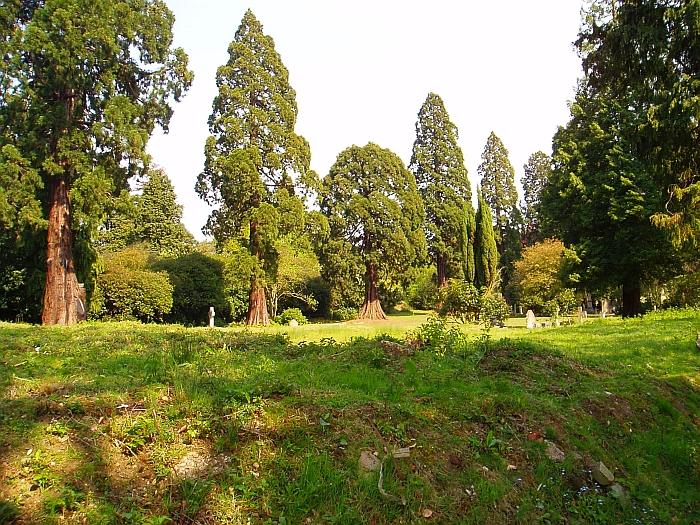
Mamutowce olbrzymie na terenie cmentarza

Kompleks cmentarny Brookwood Cemetery zajmuje obszar o całkowitej powierzchni 146 ha. W jego obrębie znajdują się trzy cmentarze o odrębnej funkcji i statusie własnościowym: cmentarz komunalny Brookwood Cemetery (89 ha), którym zarządza rada dystryktu Woking, cmentarz wojskowy Brookwood Military Cemetery (ok. 15 ha) zarządzany przez Komisję Grobów Wojennych Wspólnoty Narodów oraz cmentarz wojskowy Brookwood American Cemetery (ok. 1,8 ha) zarządzany przez Amerykańską Komisję Pomników Bitewnych. Cały ten obszary objęty jest wpisem do rejestru zabytkowych parków i ogrodów pod nazwą Brookwood Cemetery. 18 obiektów budowlanych w obrębie cmentarza, głównie grobowce, ale także m.in. kolumbarium i kaplica w amerykańskiej sekcji wojskowej, figuruje jako zabytki klasy II w rejestrze zabytkowych budynków.
Cmentarz zaprojektowany został zgodnie z ideałami epoki wiktoriańskiej, co przejawia się przede wszystkim w doborze nasadzonej roślinności. Dominują gatunki o ciemnych odcieniach zieleni, drzewa iglaste, w tym m.in. mamutowce olbrzymie (okazy rosnące na tym cmentarzu są jednymi z najstarszych przedstawicieli tego gatunku na terenie kraju) i araukarie chilijskie. Nowsze części cmentarza mają charakter mniej formalny, występują na nich w większej liczbie drzewa liściaste i grządki kwiatowe, część cmentarza ma charakter leśny. Kwatery wojskowe wyróżniają się znaczną ilością otwartych przestrzeni.

### Brookwood Military Cemetery

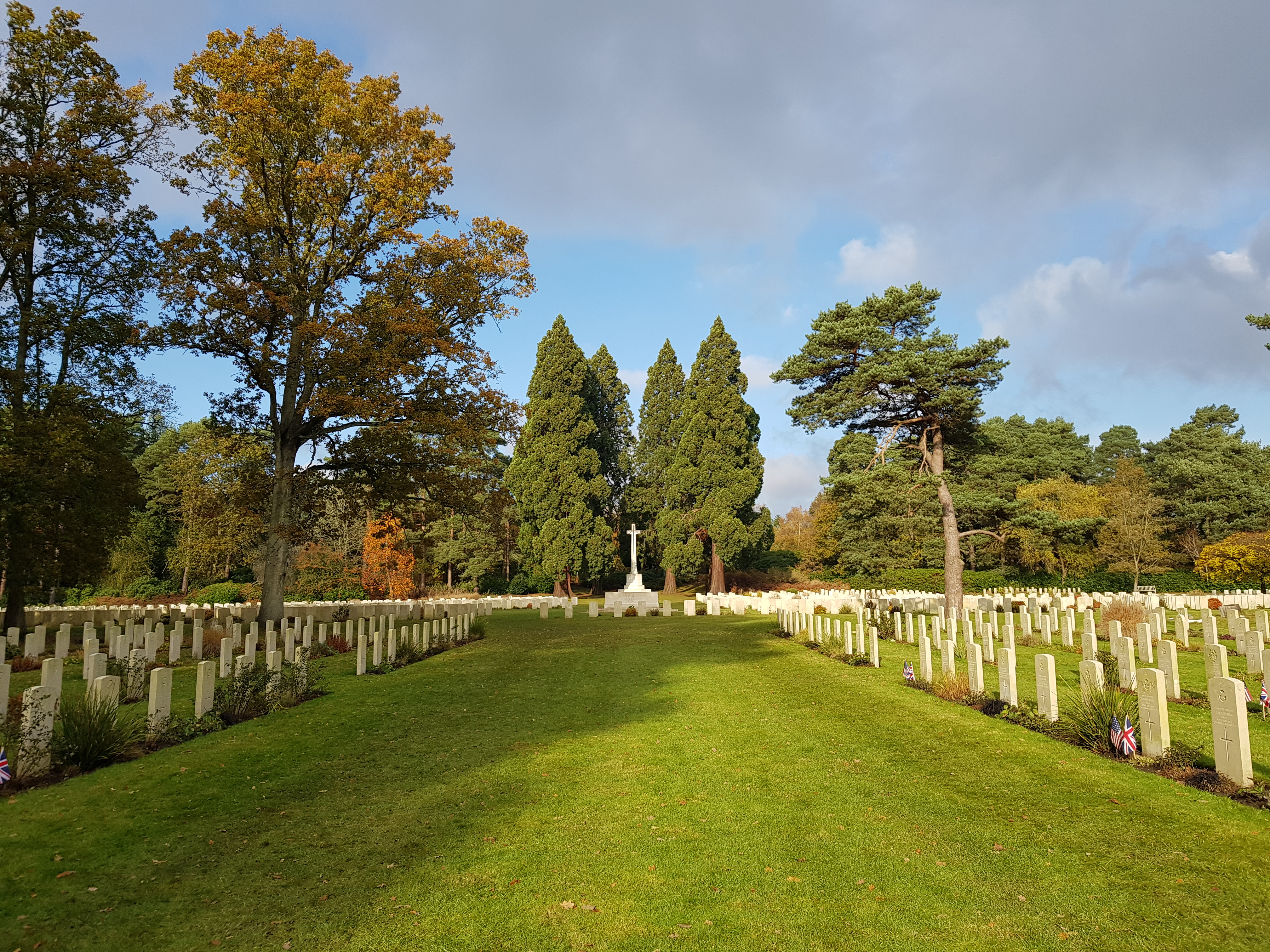
Groby na Brookwood Military Cemetery

Cmentarz wojskowy Brookwood Military Cemetery jest największym na terenie Wielkiej Brytanii. Spoczywają na nim żołnierze polegli podczas obu wojen światowych. Na cmentarzu znajdują się groby 5077 żołnierzy służących w siłach zbrojnych krajów Wspólnoty Brytyjskiej (1601 z I wojny światowej, 3476 z II wojny światowej) oraz 786 osób służących w formacjach innych krajów. 5627 spośród pochowanych zostało zidentyfikowanych. Kanadyjczycy stanowią największą liczebnie grupę pochowanych (2729 osób). Na cmentarzu wyodrębnione są kwatery: kanadyjskie, brytyjskie, południowoafrykańskie, nowozelandzkie, australijskie, brytyjsko-polskie i polska, nowofundlandzka, belgijska, indyjska, włoska i niemiecko-włoska, czechosłowacka, francuska oraz turecka. 97 grobów należy do Polaków, w tym służących w Polskich Sił Zbrojnych i Polskim Korpusie Przysposobienia i Rozmieszczenia. Opiekę nad wszystkimi grobami sprawuje Komisja Grobów Wojennych Wspólnoty Narodów.

### Brookwood American Cemetery

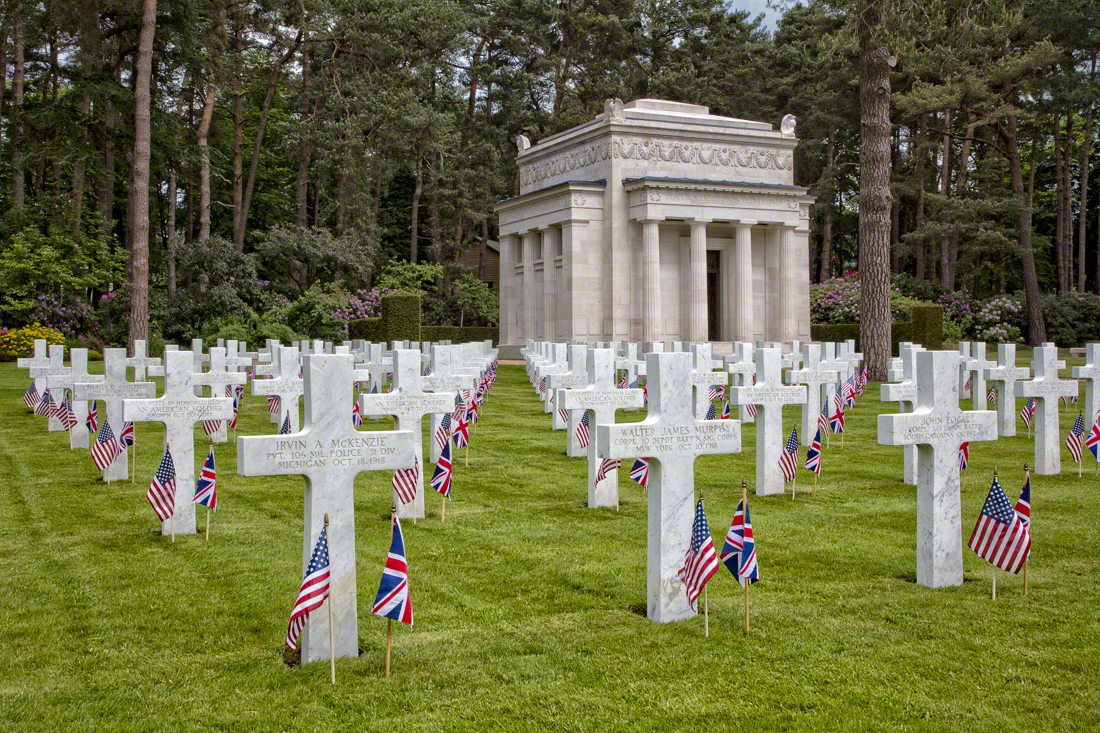
Kaplica na Brookwood American Cemetery

Na Brookwood American Cemetery spoczywa 468 Amerykanów poległych podczas I wojny światowej, spośród których 41 pozostaje niezidentyfikowanych. Jest to jeden z dwóch amerykańskich cmentarzy wojennych na terenie Wielkiej Brytanii, jedyny na którym spoczywają ofiary I wojny światowej. Szczątki sprowadzone zostały na cmentarz z różnych tymczasowych miejsc pochówku rozproszonych po Wyspach Brytyjskich. Zasadniczo należą do tych osób, których krewni postanowili o pozostawieniu ich na terenie Wielkiej Brytanii, a nie jak w większości przypadków, repatriacji do Stanów Zjednoczonych.